# Cycas maconochiei
Cycas maconochiei  (лат.) — вечнозелёное древовидное растение рода Саговник. Видовое латинское название дано в честь Джона Маконохи (англ. John Maconochie), ботаника из правительства Северной территории, который начал полный пересмотр рода Cycas. Его работа была трагически оборвана, но его замечания и образцы остались и внесли неоценимый вклад в эту работу.
Стебли древовидные, 3-7 м высотой, 9-15 см диаметром в узком месте. Листья тёмно-зелёные или серо-зелёные, полуглянцевые, длиной 70-120 см. Пыльцевые шишки узкояйцевидные, оранжевые, длиной 20-34 см, 10-14 см диаметром. Мегаспорофилы 20-27 см длиной, серо-войлочные и коричнево-войлочные. Семена плоские, яйцевидные, 33-36 мм длиной, 29-32 мм в ширину; саркотеста оранжево-коричневая, слегка покрыта налетом, толщиной 3 мм.
Эндемик Австралии (Северная территория). Произрастает на высоте от 0 до 40 метров над уровнем моря. Этот вид обычно встречается на песчаных почвах в саванном редколесье. Растения находятся также в болотистых районах и на прибрежных дюнах.
Вторжение чужеродных трав и увеличение интенсивности огня, скорее всего, будут иметь негативные последствия для этого вида в будущем. Многие популяции вида находятся на аборигенных землях и правила охраны на этой земле ещё не полностью рассмотрены. Популяции находятся в парках и заповедниках в Северной территории.